# Hipogeu de Ca n'Arquer de Goscons
L'Hipogeu de Ca n'Arquer de Goscons és un element de la masia de Ca n'Arquer a Arenys de Munt inclosa en l'Inventari del Patrimoni Arquitectònic de Catalunya.

## Descripció
Des de dins de la casa, concretament la bodega, surt una entrada d'un túnel, primer les parets són ben fetes amb maons, més endavant estan excavades en el sauló i la pedra. Té una profunditat de 20 m. Forma tres angles molt oberts i acaba en una ampla cel·la rodona, sembla més una galeria anular, ja que en el centre hi ha un pilar massis de 130 m de diàmetre. Hi ha un banc perifèric i per sobre la paret té set fornícules. Entre la tercera i la quarta, a mà esquerra, hi ha una creu de 70 cm d'alçada, feta per dos senzilles línies sobre un sòcol triangular, sembla una creu càtara.

## Història
A la masia Arquer hi havia dos hipogeus, un és el descrit anteriorment, l'altra molt a prop d'aquest està destruït, hi ha l'entrada però després queda interrompuda per la galeria i no es pot anar més endavant. Antigament aquests túnels s'anomenaven fresquera, ja que es feien servir per guardar aliments. De totes maneres el seu origen i la seva utilitat no està gaire clara.